# Іссуар (округ)
Округ Іссуар (фр. Arrondissement d'Issoire) — округ у Франції, в департаменті Пюї-де-Дом. 2023 року округ об'єднував 134 муніципалітети, населення становило 79 089 осіб.
Адміністративний центр (супрефектура) — Іссуар.

## Муніципалітети
Список муніципалітетів округу та їхні коди INSEE:
1. Авез (63024)
2. Анза-ле-Люге (63006)
3. Антуен (63005)
4. Апша (63007)
5. Ард (63009)
6. Банса (63029)
7. Баньоль (63028)
8. Бергонн (63036)
9. Бесс-е-Сент-Анастез (63038)
10. Больє (63031)
11. Брассак-ле-Мін (63050)
12. Брена (63051)
13. Буд (63046)
14. Вальбеле (63440)
15. Вальз-су-Шатонеф (63442)
16. Варенн-сюр-Юссон (63444)
17. Вернін (63451)
18. Верр'єр (63452)
19. Вільнев (63458)
20. Вішель (63456)
21. Водабль (63466)
22. Грандейроль (63172)
23. Доза-сюр-Водабль (63134)
24. Еглізнев-д'Антрег (63144)
25. Еглізнев-де-Льяр (63145)
26. Ем-л'Егліз (63176)
27. Еспеншаль (63153)
28. Естей (63156)
29. Жель (63163)
30. Жинья (63166)
31. Жумо (63182)
32. Іссуар (63178)
33. Клеманса (63111)
34. Колланж (63114)
35. Компен (63117)
36. Кро (63129)
37. Куд (63121)
38. Кургуль (63122)
39. Ла-Бурбуль (63047)
40. Ла-Годівель (63169)
41. Ла-Тур-д'Овернь (63192)
42. Ла-Шапель-Маркусс (63087)
43. Ла-Шапель-сюр-Юссон (63088)
44. Лабессетт (63183)
45. Лакей (63189)
46. Ламонжі (63185)
47. Лародд (63190)
48. Ле-Брей-сюр-Куз (63052)
49. Ле-Брок (63054)
50. Ле-Верне-Шамеан (63448)
51. Ле-Верне-Сент-Маргерит (63449)
52. Ле-Прадо (63287)
53. Людесс (63199)
54. Мадрія (63202)
55. Мазе (63219)
56. Мазуар (63220)
57. Марегеоль (63209)
58. Мейо (63222)
59. Мон-Дор (63236)
60. Монпейру (63241)
61. Монтегю-ле-Блан (63234)
62. Мор'я (63242)
63. Мюра-ле-Кер (63246)
64. Мюроль (63247)
65. Небуза (63248)
66. Неше (63250)
67. Нонетт-Орсоннетт (63255)
68. Оза-ла-Комбель (63022)
69. Ола-Фла (63160)
70. Ольбі (63257)
71. Онья (63017)
72. Орбей (63261)
73. Ор'єр (63020)
74. Орсіваль (63264)
75. Паран (63269)
76. Парантінья (63270)
77. Пардін (63268)
78. Пельєр (63277)
79. Перпеза (63274)
80. Перріє (63275)
81. Пішранд (63279)
82. Плоза (63282)
83. Рантьєр (63299)
84. Рош-Шарль-ла-Меран (63303)
85. Рошфор-Монтань (63305)
86. Сейсса (63071)
87. Сен-Бабель (63321)
88. Сен-Бонне-пре-Орсіваль (63326)
89. Сен-Венсан (63403)
90. Сен-Віктор-ла-Рив'єр (63401)
91. Сен-Дона (63336)
92. Сен-Дьєрі (63335)
93. Сен-Еран (63357)
94. Сен-Жан-ан-Валь (63366)
95. Сен-Жан-Сен-Жерве (63367)
96. Сен-Жене-Шампесп (63346)
97. Сен-Жене-ла-Туретт (63348)
98. Сен-Жервазі (63356)
99. Сен-Жермен-Ламброн (63352)
100. Сен-Жульєн-Пюї-Лавез (63370)
101. Сен-Кантен-сюр-Сосіянж (63389)
102. Сен-Мартен-де-Плен (63375)
103. Сен-Мартен-д'Ольєр (63376)
104. Сен-Нектер (63380)
105. Сен-П'єрр-Коламін (63383)
106. Сен-П'єрр-Рош (63386)
107. Сен-Ремі-де-Шарнья (63392)
108. Сен-Сірг-сюр-Куз (63330)
109. Сен-Сов-д'Овернь (63397)
110. Сен-Флоре (63342)
111. Сенгль (63421)
112. Сент-Алір-е-Монтань (63313)
113. Сент-Етьєнн-сюр-Юссон (63340)
114. Сент-Івуан (63404)
115. Сованья-Сент-Март (63411)
116. Солінья (63422)
117. Сользе-ле-Фруа (63407)
118. Сор'є (63409)
119. Сосіянж (63415)
120. Сюжер (63423)
121. Тернан-лез-О (63429)
122. Тов (63426)
123. Тремуй-Сен-Лу (63437)
124. Турзель-Ронзьєр (63435)
125. Шадлеф (63073)
126. Шалю (63074)
127. Шамбон-сюр-Лак (63077)
128. Шампанья-ле-Жен (63079)
129. Шампе (63080)
130. Шарбоньє-ле-Мін (63091)
131. Шассань (63097)
132. Шастре--Сансі (63098)
133. Шидрак (63109)
134. Юссон (63439)